# Multihoming
Multihoming ist eine Technik, bei der ein Gerät über mehrere Netzwerkadressen verfügt.

## Internet-Verbindungen

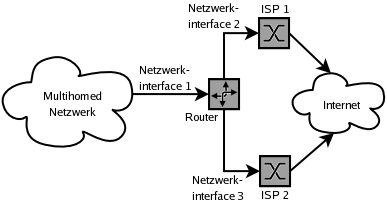
Schematische Darstellung von einem Multihomed Netzwerk mit zwei ISPs

Eine Anwendung des Multihomings besteht darin, Internet-Verbindungen redundant auszulegen. Hierzu erfolgt die Anbindung ans Internet über mindestens zwei Internetdienstanbieter (Internet Service Provider, kurz ISP). Fällt die Anbindung zu einem der Internetprovider aus, so schaltet der Router automatisch alle Routen, die bisher über diesen liefen, auf die anderen Provider um.
Ein Multihoming wird hierbei meistens über BGP-Router realisiert (z. B. Cisco-Router oder Linux-Server mit Quagga). Aufgrund der unterschiedlichen AS-Pfadlängen entscheidet dieser standardmäßig, welche ISP-Verbindung für eine bestimmte Verbindung bevorzugt verwendet wird. Durch den Einsatz verschiedener Tuning-Parameter (MED, Precedence) des BGP-Protokolls können Daten in Abhängigkeit ihres Zielnetzes bevorzugt über eine Internetanbindung geführt werden.
Multihoming setzt in diesem Fall sinnvollerweise voraus, dass im Netzwerk mit PI-Adressen (Provider Independent) gearbeitet wird oder dem Kunden (AS) zugeteilte Netze aus dem PA-Adressbereich des einen Providers auch durch den/die anderen Provider als Absenderadresse akzeptiert werden. Unter dieser Voraussetzung können auch weitere Traffic-Shaping-Mechanismen eingesetzt werden, um z. B. alle eingehenden Datenpakete über einen ISP laufen zu lassen und die ausgehenden über einen zweiten. Eine andere (nicht verbreitete) Variante ist, die einzelnen Internetdienste wie Web, FTP, Datenbank usw. auf die zwei Internetleitungen aufzuteilen.

## Server
Server für das Multihoming sind in der Praxis immer mit mehreren Netzwerkkarten verbunden. Ein Server besitzt mindestens zwei und typischerweise vier Netzwerk-Schnittstellen.
In einem Setting mit vier Schnittstellen werden hierbei zwei Schnittstellen verwendet, um Client-Anfragen redundant zu bearbeiten. Die dritte Schnittstelle wird verwendet, um eine Fernwartung des Servers über ein, vom öffentlichen Netzwerk getrenntes, LAN bzw. VLAN zu ermöglichen. Bei der vierten Schnittstelle handelt es sich um eine getrennte Verbindung um bandbreitenintensiven Verkehr mit hoher Priorität, wie insbesondere Backups, zu behandeln. Die Verbindung zum Backup-Speicher kann hierbei wahlweise als NAS, SAN oder auch als SAS ausgelegt sein.
Stehen lediglich zwei Netzwerkschnittstellen zur Verfügung, so wird eine Schnittstelle für Clientanfragen reserviert, während die zweite Schnittstelle für Fernwartung und Backup verwendet wird.
Server werden gelegentlich mit weiteren Netzwerkadressen (und Netzwerkschnittstellen) versehen, um den öffentlichen Datenverkehr vom internen Datenverkehr (über ein VLAN) zu trennen. Dies ermöglicht es, die Sicherheit des internen Netzwerks, etwa als Schutz vor Überlastung und Hackerangriffen, zu erhöhen.

## Multihoming mit einer einzelnen Netzwerkschnittstelle
Auch eine einzelne Netzwerkschnittstelle kann für Multihoming verwendet werden, indem dieser mehrere Netzwerkadressen zugewiesen werden.
Beispiele:
- Gleichzeitige Unterstützung von IPv4 und IPv6 oder anderen Netzwerk-Protokollen über dieselbe Schnittstelle
- Routing zwischen mehreren Netzwerken mittels einer einzelnen Schnittstelle („Router-On-A-Stick“) unter Verwendung von virtuellen LANs (VLAN-Trunk).
- Mapping von Netzwerkadressen des Hostsystems zu unterschiedlichen Virtuellen Maschinen